# Leonel Moreira
Leonel Gerardo Moreira Ledezma (Heredia, 1990. április 2. –) costa rica-i válogatott labdarúgó, aki 2021 óta az Alajuelense kapusa.

## Pályafutása

### Klubcsapatokban
A Herediano csapatában nevelkedett és itt lett profi játékos is. A klubbal több bajnoki címet szerzett.

### A válogatottban
A 2009-es U20-as labdarúgó-világbajnokságon részt vett a korosztályos válogatott tagjaként, ahol 4. helyen végeztek. 2011. július 2-án a 2011-es Copa América nyitómérkőzésén Kolumbia ellen debütált a válogatottban. Részt vett a válogatott tagjaként a 2011-es, a 2013-as és a 2017-es CONCACAF-aranykupán, valamint a 2011-es és a 2016-os Copa Américán. Bekerült a 2018-as labdarúgó-világbajnokságra utazó keretbe.

## Sikerei, díjai
- Herediano
  - Costa Rica-i bajnok (Clausura): 2012, 2013, 2015, 2016, 2017
  - Costa Rica-i bajnok (Apertura): 2019
  - CONCACAF-liga bajnok: 2018

- Alajuelense
  - Costa Rica-i bajnok (Apertura): 2020
  - CONCACAF-liga bajnok: 2020